# آدریان ویواش
آدریان ویواش (انگلیسی: Adrian Viveash؛ زادهٔ ۳۰ سپتامبر ۱۹۶۹) بازیکن فوتبال اهل بریتانیا است.
از باشگاه‌هایی که در آن بازی کرده‌است می‌توان به باشگاه فوتبال بارنزلی، باشگاه فوتبال والسال، باشگاه فوتبال سوئیندون تاون، باشگاه فوتبال ردینگ، باشگاه فوتبال آکسفورد یونایتد، باشگاه فوتبال آلدرشات تاون، باشگاه فوتبال کیدرمینستر هاریرس، و باشگاه فوتبال سایرون‌سستر تاون اشاره کرد.